# Frankie Neil
Frankie Neil (* 25. Juli 1883 in San Francisco, USA; † 6. März 1970) war ein US-amerikanischer Boxer im Bantamgewicht.

## Profikarriere
Im Jahre 1900 begann er erfolgreich seine Karriere. Am 13. August 1903 boxte er gegen Harry Forbes um die universelle Weltmeisterschaft und siegte durch K. o. in Runde 2. Am 17. Oktober des darauffolgenden Jahres verlor er diesen Gürtel an Joe Bowker.
Im Jahre 1910 beendete er seine Karriere.